# Sapientiae christianae
Sapientiae christianae (en español, De la sabiduría cristiana) es la trigésimo cuarta encíclica de León XIII, publicada el 10 de enero de 1890 y en la que expone los principales deberes de los ciudadanos católicos

## Antecedentes
Desde el inicio de su pontificado León XIII ha expresado repetidas veces las enseñanzas de la Iglesia sobre las cuestiones debatidas en la vida pública. Así, entre otras encíclicas publicó la Quod apostolici muneris (1878), mostrando la incompatibilidad del socialismo con la fe católica; Diuturnum illud (1881); sobre la necesidad de respetar la autoridad civil, en Diuturnum illud (1881); sobre la constitución cristiana del Estado, en Immortale Dei (1885); y sobre el verdadero sentido de la libertad en Libertas praestantissimum (1888). También algunas de esta ideas son utilizadas por el papa al referirse a la actitud que deben adoptar los católicos, ante la situación en Bélgica, Licet multa (1881), en España, Cum multa sint (1882); en Italia, Etsi Nos (1882), en Francia, Nobilissima Gallorum gens (1884); en Alemania, Iampridem (1886);en Hungría, Quod multum (1886); y en Portugal, Pergrata (1886). 
En esta nueva encíclica el papa deduce y sistematiza las conclusiones prácticas derivadas de las enseñanzas expuestas en esas anteriores encíclicas. Destaca así en Sapientiae christianae, el deber de "obediencia al Estado y a las leyes, cuando el espíritu y la letra de la ley es adecuada a su naturaleza"; y en cuanto a la Iglesia el deber de "conservar y acrecentar su fe personal, y defender y propagar públicamente su fe católica".

## Contenido de la encíclica
Comienza el papa la encíclica destacando la importancia que tiene para la vida cristiana recordar las enseñanzas que va a exponer.

Sapientiae christianae revocari praecepta, eisque vitam, mores, instituta populorum penitus conformari, quotidie magis apparet oportere. Illis enim posthabitis, tanta vis est malorum consecuta, ut nemo sapiens nec ferre sine ancipiti cura praesentia queat, nec in posterum sine metu prospicere
Cada día se deja sentir más la necesidad de recordar los preceptos de cristiana sabiduría, y conformar totalmente a ellos la vida, costumbres e instituciones de los pueblos. Porque, postergados estos preceptos, se ha seguido tal diluvio de males, que ningún hombre cuerdo puede, sin angustiosa preocupación, sobrellevar los actuales ni contemplar sin pavor los que están por venir.

Pues Dios es el fin de cada hombre y también el fin de la sociedad, si se olvida esta verdad y se desprecia la religión, se comprueba que no es posible mantener la paz social confiando solo en la fuerza, pues con ella sola no se obtiene la obediencia sino, en todo caso la esclavitud. Por el contrario el remedio se encuentra en la religión cristiana que nos enseña los deberes que han cumplir tanto para la Iglesia como para la propia patria. Dos deberes que son compatibles, ya que tienen un mismo origen.

puesto que de entrambos es causa y autor el mismo Dios; de donde se sigue que no puede haber oposición entre los dos. Ciertamente, una y otra cosa podemos y debemos: amarnos a nosotros mismos y desear el bien de nuestros prójimos, tener amor a la patria y a la autoridad que la gobierna; pero al mismo tiempo debemos honrar a la Iglesia como a madre, y con todo el afecto de nuestro corazón amar a Dios.

Es verdad que en ese doble amor hay que guardar un orden, y en caso de conflicto lo primero es Dios y los deberes para con él y para la Iglesia. Esto no supone rechazar la autoridad del Estado, pues como recuerda la doctrina apostólica hay que estar "sujetos a los príncipes y potestades que les obedezcan, que estén dispuestos a hacer el bien", y al mismo tiempo, no renunciar a la libertad de vivir el evangelio, como declara San Pedro: "Si es justo delante de Dios, juzgadlo vosotros mismos. Pero no podemos no hablar de aquellas cosas que hemos visto y oído".
Es este -propagar la fe- un deber de la Iglesia y de cada uno de los cristianos, una tarea que compete en primer lugar a los obispos y principalmente al romano pontífice, pero 

nadie crea que se prohíbe a los particulares poner en uso algo de su parte, sobre todo a los que Dios concedió una buena inteligencia y el deseo de hacer bien; los cuales, cuando el caso lo exija, pueden fácilmente, no ya arrogarse el cargo de doctor, pero sí comunicar a los demás lo que ellos han recibido, siendo así como el eco de la voz de los maestros. Más aún, a los Padres del Concilio Vaticano les pareció tan oportuna y fructuosa la colaboración de los particulares, que hasta juzgaron exigírsela: A todos los fieles, en especial a los que mandan o tienen cargo de enseñar, suplicamos encarecidamente por las entrañas de Jesucristo, y aun les mandamos con la autoridad del mismo Dios y Salvador nuestro, que trabajen con empeño y cuidado en alejar y desterrar de la Santa Iglesia estos errores, y manifestar la luz purísima de la fe

El papa señala la necesidad de la unión del clero y los laicos en esta tarea, y la necesidad de obedecer a los obispos y al romano pontífice, no solo en lo que toca a los dogmas, ni tampoco puede limitarse a lo que enseña el magisterio ordinario como revelado por Dios. También corresponde a la Iglesia gobernar la conducta de los cristianos, señalando que es necesario hacer o evitar para conseguir la salvación.  Recuerda la encíclica que la Iglesia es una sociedad constituida por Dios, que tiende a la santificación de las almas y cuenta con los medios para dirigir al pueblo cristiano a ese objetivo. Por su propia naturaleza es muy distinta de las sociedades políticas:

Es, pues, justo que viva la Iglesia y se gobierne con leyes e instituciones conforme a su naturaleza. Y como no sólo es sociedad perfecta, sino también superior a cualquier sociedad humana, por derecho y deber propio rehúye en gran manera ser esclava de ningún partido y doblegarse servilmente a las mudables exigencias de la política. Por la misma razón, guardando sus derechos y respetando los ajenos, piensa que no debe ocuparse en declarar qué forma de gobierno le agrade más; con qué leyes se ha de gobernar la parte civil de los pueblos cristianos, siendo indiferente a las varias formas de gobierno, mientras queden a salvo la religión y la moral.

Existe pues un ámbito de contienda honesta en materia política para buscar lo que se considere más adecuado para conseguir el bien común, pero siempre hay que respetar la verdad y la justicia, sin pretender arrastrar a la Iglesia a algún partido, o tenerla Iglesia como auxiliar de las opiniones propias. Tanto la iglesia como la sociedad civil tienen su respectiva autoridad, y ninguna debe obediencia a la otra, dentro de los límites señalado por la naturaleza propia de cada una. Sin embargo, la iglesia no puede ser indiferente a las leyes que rigen los estados, especialmente si invaden los derechos de la Iglesia; además a ella corresponde procurar que las verdades del evangelio vivifiquen las leyes e instituciones de los pueblos. 
Sobre estos principios, el papa expone algunas normas para la actuación de los católicos en la vida pública: ante todo se ha de favorecer la intervención de las personas de probidad conocida, prefiriéndolas a los que son contrarios a la religión. En la defensa del evangelio hay que evitar la falsa prudencia que supondría penar que hacer frente a la impiedad puede excitar los ánimos de los enemigos de la Iglesia; pero también han de tener en cuenta que apropiarse de un papel que no les corresponde, queriendo que todo se haga tal como ellos interpretan que debe hacerse, de modo que lo que se hace de otro modo lo llevan con disgusto, rompiendo así la unidad. La verdadera prudencia debe atender a lo que ordena la autoridad

Esta disposición y orden son de tanta mayor importancia en el pueblo cristiano, cuanto a más cosas se extiende la prudencia política del Sumo Pontífice, al cual toca no sólo gobernar la Iglesia, sino también enderezar las acciones de todos los cristianos en general, en la mejor forma para conseguir la salvación eterna que esperamos. De donde se ve que, además de guardar una grande conformidad de pareceres y acciones, es necesario ajustarse en el modo de proceder a lo que enseña la sabiduría política de la autoridad eclesiástica.

En ese sentido deben dirigirse los esfuerzos de los cristianos para que el evangelio informe la vida pública; pero de nada serviría ese esfuerzo si no se acompaña de un empeño personal por vivir de acuerdo con la moral cristiana, se acude a la oración, se desagravia por las ofensas a Dios, y se vive la caridad con el prójimo, respondiendo al mandamiento de la caridad pues, "si alguno dijere 'amo a Dios', y aborreciese a su hermano, miente". Antes de terminar la encíclica el papa aprovecha para recordar a los padres de familia su obligación de educar a sus hijos en esta materia, pues en el hogar doméstico se prepara el porvenir de los Estados.
Concluye el papa exhortando a los obispos para que las enseñanzas que recuerda en esta encíclica, lleguen a todo el pueblo cristiano, y que todos entiendan la importancia de cumplir los deberes que en ella se han recordado.

## Nota
1. ↑  Al iniciar la explicación de estas normas de conducto, el papa anota un inciso: "dondequiera que la Iglesia permite tomar parte en los negocios públicos". Un recuerdo del Non expedit que desaconsejaba a los italianos la participación activa o pasiva en las elecciones políticas.